# Карл Ранер
Карл Ранер (Фрајбург, 5. март 1904 — Инзбрук, 30. март 1984) је био католички теолог немачког порекла.

## Биографија
Карл се, следећи пример свог старијег брата Хуга, придружио језуитском реду 1922, а рукоположен је 1932. године. Наставио је студије у Фрајбургу и Инзбруку, а потом је добио посао на Теолошком факултету Универзитета у Инзбруку 1936. године. После Другог светског рата вратио се у Инзбрук 1948. да би следеће године постао професор догматске теологије. Био је професор у Минхену (1964 — 1967), а потом у Минстеру (1967 — 1971). Био је peritus на Другом ватиканском концилу.

## Дела
Ранер је био аутор бројних књига и чланака. Крајњи извор његове мисли може се наћи у обимном делу Жозефа Марешала (Joseph Maréchal) Le Point de départ se la métaphysique (1923 — 1949), који је покушао да створи ревидирани систем томистичке метафизике који је требало да узме у обзир критику Канта, али и да остане имун на њу. Међутим, његов књижевни и филозофски мото био је углавном идентичан моту егзистенцијалистичког филозофа Мартина Хајдегера, који му је и предавао у Фрајбургу; због тога је тешко савладати и разумети његова дела. Његово основно схватање је до детаља образложено у његовом главном филозофском делу Geist in Welt (срп. Дух у свету) (1939; друго изд. 1957; енглески превод под насловом Spirit in the World, 1968) које, тумачећи у егзистенцијалистичком смислу доктрину св. Томе Аквинског о опажању као поимању духовног (intelligible) бића посредством чулних (sensible) врста, види људску субјективност као функционисање унутар хоризонта бића чија је крајња детерминанта Бог. У свом мање обимном делу Hörer des Wortes Ранер је проширио свој аргумент на област хришћанског откривења. У каснијим годинама представио је свој приступ хришћанској доктрини у делу Grundkurs des Glaubens (1976; енглески превод Foundations of Christian Faith, 1978). Од 1958. такође је објављивао са Х. Шилером, серију Quaestiones Disputatae (енглески превод 16 ранијих томова, 1961-7), а био је и један од издавача другог издања Lexikon für Theologie und Kirche (10 књига, 1957—65 + допуне о Другом Ватиканском концилу) и шестотомне енциклопедије Sacramentum Mundi (1968—70), која је била под снажним утицајем његових погледа.
За разлику од његових техничких списа, Ранерова обраћања студентима и мешовитој публици била су директна и снажна, откривајући дубоки увид у проблеме савременог света и пастирски и јеванђељски задатак Цркве. Један је од најутицајнијих римокатоличких теолога двадесетог века, посебно на немачком говорном подручју.
Многа Ранерова дела била су у форми чланака; збирка његових најзначајнијих теолошких есеја објављена је под насловом Schriften zur Theologie (16 томова, 1954—84; енглески превод, Theological Investigations, 23 тома, 1961—92), а збирка пастирских дела под насловом Sendung und Gnade (1959; енглески превод, 3 тома, 1963-6).